# خاویر ساندیو
خاویر ساندیو (اسپانیایی: Xabier Zandio‎؛ زادهٔ ۱۷ مارس ۱۹۷۷) دوچرخه‌سوار اهل اسپانیا است.
از باشگاه‌هایی که در آن رکاب زده‌است می‌توان به تیم اسکای، تیم موویستار، و تیم موویستار، و تیم موویستار، اشاره کرد.